# كاتسوتادا ميناتوي
كاتسوتادا ميناتوي (مواليد 1 أغسطس 1939) هو مبارز بالسيف ياباني، مثّل بلاده في الألعاب الأولمبية الصيفية 1964.

## روابط رياضية
كاتسوتادا ميناتوي على موقع أوليمبيديا (الإنجليزية)